# Katarina Ježić
Katarina Ježić (* 19. Dezember 1992 in Rijeka) ist eine kroatische Handballspielerin, die dem Kader der kroatischen Nationalmannschaft angehört.

## Karriere

### Im Verein
Katarina Ježić spielte anfangs Handball in Novi Vinodolski.  Nachdem die Kreisläuferin zwischen 2005 und 2007 für RK Orijent Presoflex gespielt hatte, wechselte sie zu ŽRK Zamet. nach Vertragsende schloss sie sich im Jahr 2011 ŽRK Lokomotiva Zagreb an. Mit Zagreb stand sie in der Saison 2011/12 im Halbfinale des EHF Challenge Cups. Anschließend wurde Ježić vom montenegrinischen Spitzenverein ŽRK Budućnost Podgorica verpflichtet. Mit Budućnost gewann sie 2013 und 2014 das nationale Double. Weiterhin stand sie in der Saison 2013/14 im Finale der EHF Champions League.
Ježić schloss sich im Jahr 2014 erneut ŽRK Lokomotiva Zagreb an. Ein Jahr später unterschrieb sie einen Vertrag beim rumänischen Erstligisten HCM Baia Mare. Zur Saison 2016/17 wurde ein Wechsel zum Ligakonkurrenten CSM Bukarest angekündigt, jedoch kam dieser Transfer aufgrund einer Knieverletzung von Ježić nicht zustande. Nachdem Ježić ihre Verletzung auskuriert hatte, wurde sie im Januar 2017 vom ungarischen Erstligisten Siófok KC unter Vertrag genommen. Mit Siófok gewann sie in der Saison 2018/19 den EHF-Pokal. Ab dem Saisonbeginn 2022/23 lief sie für den türkischen Erstligisten Kastamonu Belediyesi GSK auf. Ježić wechselte im Februar 2023 zum norwegischen Erstligisten Vipers Kristiansand. Mit den Vipers gewann sie in der Saison 2022/23 die norwegische Meisterschaft, den norwegischen Pokalwettbewerb sowie die EHF Champions League. Daraufhin schloss sie sich dem rumänischen Erstligisten HC Dunărea Brăila an.

### In der Nationalmannschaft
Katarina Ježić lief anfangs für die kroatische Jugend- sowie für die Juniorinnennationalmannschaft auf. Mit der kroatischen Juniorinnenauswahl nahm sie an der U-20-Weltmeisterschaft 2010 und an der U-19-Europameisterschaft 2011 teil. Bei der U-19-EM 2011 wurde sie in das All-Star-Team gewählt. Im selben Jahr trat sie mit der kroatischen A-Nationalmannschaft bei der Weltmeisterschaft an. Weitere Turnierteilnahmen sind die Europameisterschaft 2012, die Europameisterschaft 2014, die Europameisterschaft 2018 und die Europameisterschaft 2020. Bei der EM 2020 erzielte sie insgesamt 21 Treffer und gewann mit Kroatien die Bronzemedaille. 2022 nahm Ježić erneut an der Europameisterschaft teil, bei der sie sieben Treffer erzielte. Ein Jahr später belegte sie mit Kroatien bei der Weltmeisterschaft den 14. Platz. Ježić warf im Turnierverlauf 17 Tore.

### Auszeichnungen
Ježić wurde zu Kroatiens Handballerin des Jahres 2023 und 2024 gewählt.